# 克萊門斯·克勞斯
克萊門斯·海因里希·克勞斯（德語：Clemens Heinrich Krauß；1893年3月31日—1954年5月16日），奧地利指揮家，聞名於在維也納新年音樂會的亮相，並且對當代的歌劇活動鼎力支持。
克勞斯與理查德·施特劳斯的關係十分好。1942年，後者的《隨想曲》（Capriccio）在慕尼黑演出時，克勞斯親自參與了腳本的編纂工作，另外施特勞斯的劇作《和平之日》和《達妮之愛》也由克勞斯指揮首演。

## 職業生涯
克勞斯的指揮生涯起步於里加、纽伦堡、什切青等城市，他曾在柏林聆聽了尼基施與柏林爱乐的排練，對他帶來重要的影響。這之後他回到國內，任職於格拉茨。1922年，在维也纳国立歌剧院和聲樂學校擔任指導，1924年起在法蘭克福歌劇院擔任經理。此外，克勞斯自1926年起固定在萨尔茨堡音乐节亮相。
1929年，克勞斯在美國指揮了费城管弦乐团與纽约爱乐乐团，同年被任命為維也納國立歌劇院音樂總監。翌年，擔任维也纳爱乐乐团總監。1935年轉往柏林國立歌劇院，接替埃里希·克莱伯離任後的空缺，1937年再接手失去克纳佩茨布施領導的慕尼黑國家劇院。四〇年代起，在萨尔茨堡莫扎特音乐大学任教。二戰期間，慕尼黑劇院被炸毀，克勞斯回到維也納繼續音樂活動。戰後，他受到調查，直到1947年為止都無法公開演出。之後，他開始與維也納新年音樂會合作，所指揮的约翰·施特劳斯家族作品有可觀的錄音由迪卡獨家發行。
1951年起，在倫敦、拜羅伊特等地指揮，包括全本《指环》巨製。
克勞斯逝世於1954年，彼時他正與維也納愛樂在墨西哥城演出。身後葬於埃尔瓦尔德。

## 作品

### 商業錄音
克勞斯的錄音數量不多，除了1953年在拜羅伊特的《指环》實況之外，尚有约翰·施特劳斯歌劇《蝙蝠》（1950年，迪卡）、貝多芬《合唱幻想曲》（與鋼琴家弗里德里希·伍爾合作）等。

## 個人生活
克勞斯對納粹政權的個人立場迄未可知，傳言他曾入黨，與當局保持良好的互動。他與妻子維奧里卡·烏蘇莉克從三〇年代開始便協助德國猶太人出逃，包括小說家艾達·庫克（Ida Cook）姊妹在內。相關事證使他的指揮生涯在二次大戰結束後得以繼續。

## 外部連結
- 有关克萊門斯·克勞斯在德国经济学中央图书馆（ZBW）20世纪新闻档案中的剪报。
- 克萊門斯·克勞斯在Allmusic上的頁面
- 克萊門斯·克勞斯的Discogs页面（英文）

| 文化職務             | 文化職務                             | 文化職務                |
| -------------------- | ------------------------------------ | ----------------------- |
| 前任： 埃里希·克莱伯 | 柏林國立歌劇院音樂總監 1935年–1936年 | 繼任： 赫伯特·冯·卡拉扬 |